# Jean-Pierre Schaller (théologien)
Pour les articles homonymes, voir Schaller.
Jean-Pierre Schaller est un prêtre catholique suisse né à Porrentruy le 3 mars 1924, mort dans la même ville le 18 août 2021. Il est l’un des frères de l’économiste François Schaller.

## Biographie
Incardiné au Diocèse de Bâle pendant tout son sacerdoce, après dix ans de ministère pastoral à Zurich et Saint-Imier, il a eu simultanément la charge de l’enseignement de la religion au Lycée du canton du Jura (1959-1989), et un ministère pastoral aux paroisses de la Trinité, puis de Saint-Louis d’Antin à Paris (1956-2018). 
Docteur de l’Université de Fribourg (théologie pastorale), docteur en Lettres de la Sorbonne (sciences des religions, 1974), auditeur en théologie protestante et médecine pastorale à l’Université de Zurich, il publie en 1978 chez Beauchesne Direction spirituelle et temps modernes. L’ouvrage, qui distingue accompagnement spirituel et confession, tant auprès des petites gens que des princes, retrace l’histoire théorique et littéraire de cette matière aux XIXe et XXe siècles. L’accueil est élogieux. « L’historien sera parfois dérouté à la lecture de cet exposé, œuvre d’un théologien formé aux disciplines traditionnelles, préoccupé de s’appuyer sur l’autorité de Thomas d’Aquin, commente Joseph Avril dans la Revue d’histoire de l’Église de France. Cette réserve mineure ne saurait en rien diminuer l’intérêt d’un travail reposant sur un appareil critique des plus soignés : plus de 400 volumes ont été dépouillés. Il s’agit d’une contribution très neuve à l’histoire de la spiritualité, de la pastorale et des mentalités des cents dernières années ». L’une des premières observations de l’auteur est que bien des données de la psychologie contemporaine ont été exprimées il y a longtemps déjà par des accompagnateurs spirituels classiques : le rôle des premières années de la vie par exemple, ou les fausses motivations, avec des développements importants sur la « cure d’âme » telle qu’elle a été comprise par les protestants ». Cet instrument de travail commence par ces mots : « Tous ceux qui cherchent à observer le XXe siècle remarquent le grand besoin d’une spiritualité qui aide non pas à s’évader du monde, mais à savoir y vivre. Notre civilisation a créé une effroyable solitude. Chacun ressent par conséquent le besoin de se confier et souhaite qu’on l’écoute. » Il figure parmi les usuels de la Bibliothèque de France . Il a été réédité en 2017 avec un « avertissement » d’actualisation de l’auteur. 
Jean-Pierre Schaller a été professeur invité d'éthique médicale à l'Université Laval à Québec (1969), puis à l'Université de Fribourg en 1978. Il a aussi été délégué du Saint-Siège auprès de l'Unesco à divers congrès internationaux sur l'éducation, conseiller ecclésiastique de la Fédération internationale des pharmaciens catholiques sur mandat du Vatican (1981-2007), et consulteur au Conseil pontifical pour la pastorale des services de la santé (1986). Il est également l’auteur d’une douzaine d’ouvrages, d’une soixantaine d’articles dans des revues théologiques ou médicales, et de chroniques orientées grand public. La plupart ont été traduits en italien, en espagnol, en anglais ou encore en néerlandais .
Il a été fait officier de l'ordre des Palmes académiques en 1975 et chevalier de la Légion d'honneur en 2002.
On le voit co-célébrant lors des obsèques de Johnny Hallyday à l’église de la Madeleine, avec le vicaire épiscopal Benoist de Sinety et le « curé des loubards » Guy Gilbert. « J’avais trois présidents de la République à mes pieds et un parterre de stars, a-t-il commenté avec son sens légendaire de l’autodérision. J’espère que Dieu ne m’en tiendra pas rigueur ».